# 朱希彩
朱希彩（8世纪—772年），唐代幽州節度使，封高密郡王。

## 生平
生年没有记载。他是幽州節度使（幽州，約今北京一帶）李懷仙部下。大曆三年（768年）閏六月，朱希彩、朱泚、朱滔等殺李懷仙，朱希彩自稱留後，成德节度使李寶臣（張忠志）討伐朱希彩，被朱希彩擊敗。
朝廷派宰相王缙任幽州节度使，但朱希彩对王缙表面尊敬实则提防，使王缙不能掌握实权，只得返回长安。同年十一月，唐廷詔以朱希彩繼任幽州節度使。五年，进爵高密郡王。
朱希彩以朱滔為同姓，甚愛之，但為政苛酷，人不堪命。大曆七年（772年）秋天，朱希彩部下孔目官李懷瑗趁士兵怨恨之机殺之，眾推朱泚為留後。